# サンリツ
株式会社サンリツ (Sanritsu Corporation) は、東京都港区に本社を置く物流企業の一つ。梱包事業をはじめ、運輸事業、倉庫事業、保税・通関事業など、幅広い総合物流サービスを提供している。

## 概要
主力の梱包事業では、過酷な流通条件に対応した包装設計が特徴となっている。物流の入り口である梱包分野を重視し、業務全体の合理化、省力化を図り、顧客に還元するのが同社物流事業の強みである。最近では3PLや国際物流分野に注力しており、成田空港周辺に2箇所、横浜港大黒ふ頭周辺に2箇所、保税・通関機能を持った加工拠点を用意している。微細電子部品から、精密医療機器、大型工作機械にわたる同社の流通加工技術は、顧客からも高く評価されており、倉庫や保税・通関、運輸などの事業を、コア技術の梱包とシステム化し、トータル・ソリューションの形態で提供することも多い。

## 沿革
- 1948年（昭和23年）3月 - 三立社として設立。
- 1950年（昭和25年）10月 - 三立梱包運輸株式会社に改称。
- 1954年（昭和29年）12月 - 東京都港区芝浦から港区港南へ移転。
- 1985年（昭和60年）12月 - 社名を現在の株式会社サンリツに変更。
- 1987年（昭和62年）9月 - 株式を店頭公開。
- 1999年（平成11年）3月 - 東証第2部に上場。
- 2000年（平成12年）4月 - ISO9001、9002を取得（一部対象外事業所あり）。
- 2006年（平成18年）3月 - ISO14001を取得（一部対象外事業所あり）。
- 2007年（平成19年）3月 - 東証第1部（現在は東証スタンダード市場）に上場。

## 実業団
- サンリツ卓球部